# Anke Rehlinger
Anke Rehlinger (Wadern, 6 de abril de 1976) es una abogada y política alemana del Partido Socialdemócrata (SPD) que se ha desempeñado como Ministra-presidenta del Sarre desde 2022. Previamente fue Viceministra-Presidenta del Sarre desde 2013 hasta 2022.

## Biografía

### Formación académica y carrera profesional
Rehlinger cursó la educación primaria en Nunkirchen y completó su bachillerato en el Peter-Wust-Gymnasium de Merzig en 1995. Posteriormente, estudió Derecho en la Universidad del Sarre, obteniendo el primer examen estatal en 2000. En 2001, realizó estudios complementarios en la Universidad Alemana de Ciencias Administrativas de Speyer y completó su formación jurídica en el Ministerio de Justicia del Sarre, aprobando el segundo examen estatal en 2003. Entre 2003 y 2004, trabajó como asesora en la AWO-Sozialakademie y como colaboradora en un bufete de abogados. Fue admitida en el colegio de abogados en 2005 y, desde 2006, es socia de un despacho legal en Losheim am See, aunque su actividad está actualmente suspendida.

### Trayectoria política

#### Estatal
Miembro del SPD desde 1998, Rehlinger ha ocupado diversos cargos dentro del partido, incluyendo la presidencia del grupo de mujeres socialdemócratas en el distrito de Merzig-Wadern (2002–2010) y la vicepresidencia de las Juventudes Socialistas en el Sarre (2003–2007).
Fue miembro del consejo local de Nunkirchen (2000–2012) y del consejo municipal de Wadern (2004–2012). Desde 2004, es diputada en el Parlamento Regional del Sarre.
En mayo de 2012, fue nombrada Ministra de Justicia y Ministra de Medio Ambiente y Protección del Consumidor del Sarre. En enero de 2014, asumió como Ministra de Economía, Trabajo, Energía y Transporte, y como Vicepresidenta del Gobierno regional, sucediendo a Heiko Maas.
En las elecciones estatales de 2022 en el Sarre, el Partido Socialdemócrata, liderado por Rehlinger, obtuvo el 43,5 % de los votos y 29 escaños en el parlamento regional, logrando así la mayoría absoluta. Fue el mejor resultado electoral para el SPD en el estado desde 1994. Tras los comicios, Rehlinger ofreció a la Unión Demócrata Cristiana formar una gran coalición por la estabilidad del Sarre, a pesar de contar con mayoría propia. Sin embargo, esta propuesta no prosperó, ya que fue rechazada tanto por el SPD como por la CDU.
Rehlinger es, desde entonces, la única Ministra-presidenta en Alemania que gobierna en solitario con mayoría absoluta en un parlamento regional. Esta posición le valió el reconocimiento dentro de su partido.

#### Federal
Desde el 1 de enero de 2023, Rehlinger es la representante de Alemania para asuntos culturales en el marco del Tratado de Cooperación Franco-Alemán. El 1 de noviembre de 2023, fue nombrada Segunda Vicepresidenta del Bundesrat, y el 1 de noviembre de 2024, asumió la presidencia de esta cámara federal.

## Vida personal y deporte
Rehlinger está casada y tiene un hijo nacido en 2008. Durante su juventud, destacó en atletismo, estableciendo récords regionales en lanzamiento de peso (16,03 m en 1996) y disco (49,18 m en 1995) en el Sarre. Compitió con éxito en los campeonatos nacionales de atletismo de Alemania en 2014 y 2015.